# Petra Novotná
Petra Novotná, rozená Wagnerová, (* 23. února 1966 Opava) je bývalá československá a česká reprezentantka v orientačním běhu. Získala stříbrnou a dvě bronzové medaile ze štafet z mistrovství světa.
Má tři dcery, nejstarší Tereza je medailistka z Mistrovství světa juniorů.

## Sportovní kariéra

### Umístění na MS
| Bendigo 1985         |           | 53. místo | 5. místo |
| Skövde 1989          |           |           | 2. místo |
| Mariánské Lázně 1991 | 16. místo | 19. místo |          |
| West Point 1993      |           |           | 3. místo |
| Detmold 1995         |           | 32. místo | 3. místo |
| Inverness 1999       |           |           | 9. místo |

| Litva – Plavinas 1990 | 32. místo |  |

### Umístění na MČSR
| Umístění na Mistrovství Československa v orientačním běhu | Umístění na Mistrovství Československa v orientačním běhu | Umístění na Mistrovství Československa v orientačním běhu | Umístění na Mistrovství Československa v orientačním běhu | Umístění na Mistrovství Československa v orientačním běhu | Umístění na Mistrovství Československa v orientačním běhu | Umístění na Mistrovství Československa v orientačním běhu | Umístění na Mistrovství Československa v orientačním běhu |
| Ročník                                                    | Kategorie                                                 | Klasická trať                                             | Krátká trať                                               | Dlouhá trať                                               | Noční                                                     | Členství v klubu                                          |                                                           |
| --------------------------------------------------------- | --------------------------------------------------------- | --------------------------------------------------------- | --------------------------------------------------------- | --------------------------------------------------------- | --------------------------------------------------------- | --------------------------------------------------------- | --------------------------------------------------------- |
| MČSR 1981                                                 | D15 – mladší dorostenky                                   | 11. místo                                                 |                                                           |                                                           |                                                           | TJ Opava                                                  |                                                           |
| MČSR 1982                                                 | D15 – mladší dorostenky                                   | 1. místo                                                  |                                                           |                                                           | 1. místo                                                  | TJ Opava                                                  |                                                           |
| MČSR 1983                                                 | D17 – starší dorostenky                                   | 5. místo                                                  |                                                           | 9. místo                                                  |                                                           | TJ Opava                                                  |                                                           |
| MČSR 1984                                                 | D17 – starší dorostenky                                   | 2. místo                                                  |                                                           |                                                           |                                                           | TJ Opava                                                  |                                                           |
| MČSR 1985                                                 | D19 – juniorky                                            | 1. místo                                                  |                                                           | 1. místo                                                  |                                                           | TJ Opava                                                  |                                                           |
| MČSR 1986                                                 | D21 – ženy                                                | 2. místo                                                  |                                                           | 4. místo                                                  |                                                           | VSK Mendelu Brno                                          |                                                           |
| MČSR 1987                                                 | D21 – ženy                                                | 6. místo                                                  |                                                           |                                                           |                                                           | VSK Mendelu Brno                                          |                                                           |
| MČSR 1989                                                 | D21 – ženy                                                | disk                                                      |                                                           | 1. místo                                                  |                                                           | VSK Mendelu Brno                                          |                                                           |
| MČSR 1990                                                 | D21 – ženy                                                | 1. místo                                                  |                                                           | 4. místo                                                  |                                                           | VSK Mendelu Brno                                          |                                                           |
| MČSR 1991                                                 | D19 (21) – ženy                                           | 2. místo                                                  | 1. místo                                                  |                                                           |                                                           | VSK Mendelu Brno                                          |                                                           |

### Umístění na MČR
| Umístění na Mistrovství České republiky v orientačním běhu | Umístění na Mistrovství České republiky v orientačním běhu | Umístění na Mistrovství České republiky v orientačním běhu | Umístění na Mistrovství České republiky v orientačním běhu | Umístění na Mistrovství České republiky v orientačním běhu | Umístění na Mistrovství České republiky v orientačním běhu | Umístění na Mistrovství České republiky v orientačním běhu | Umístění na Mistrovství České republiky v orientačním běhu |
| Ročník                                                     | Kategorie                                                  | Klasická trať                                              | Krátká trať                                                | Sprint                                                     | Dlouhá trať                                                | Noční                                                      | Členství v klubu                                           |
| ---------------------------------------------------------- | ---------------------------------------------------------- | ---------------------------------------------------------- | ---------------------------------------------------------- | ---------------------------------------------------------- | ---------------------------------------------------------- | ---------------------------------------------------------- | ---------------------------------------------------------- |
| MČR 1993                                                   | D21 – ženy                                                 | 3. místo                                                   | 7. místo                                                   |                                                            |                                                            |                                                            | OK 99 Hradec Králové                                       |
| MČR 1995                                                   | D21 – ženy                                                 | 6. místo                                                   | 13. místo                                                  |                                                            |                                                            |                                                            | OK 99 Hradec Králové                                       |
| MČR 1997                                                   | D21 – ženy                                                 |                                                            | 7. místo                                                   |                                                            |                                                            |                                                            | OK 99 Hradec Králové                                       |
| MČR 1998                                                   | D21 – ženy                                                 |                                                            |                                                            | 6. místo                                                   |                                                            |                                                            | OK 99 Hradec Králové                                       |
| MČR 1999                                                   | D21 – ženy                                                 | 9. místo                                                   | 1. místo                                                   | 3. místo                                                   |                                                            |                                                            | OK 99 Hradec Králové                                       |
| MČR 2000                                                   | D21 – ženy                                                 | 4. místo                                                   | 18. místo                                                  |                                                            |                                                            |                                                            | OK 99 Hradec Králové                                       |
| MČR 2001                                                   | D21 – ženy                                                 | 12. místo                                                  | 10. místo                                                  |                                                            |                                                            |                                                            | OK 99 Hradec Králové                                       |
| MČR 2002                                                   | D21 – ženy                                                 | 12. místo                                                  |                                                            | 3. místo                                                   |                                                            |                                                            | OK 99 Hradec Králové                                       |
| MČR 2006                                                   | D21 – ženy                                                 |                                                            | 23. místo                                                  |                                                            |                                                            |                                                            | OK 99 Hradec Králové                                       |